# تايلر شو
تايلر شو هو مغني كندي، ولد في 8 أبريل 1993.

## وصلات خارجية
- الموقع الرسمي
- تايلر شو على موقع IMDb (الإنجليزية)
- تايلر شو على موقع ميوزك برينز (الإنجليزية)
- تايلر شو على موقع ديسكوغز (الإنجليزية)
- تايلر شو على موقع قاعدة بيانات الفيلم (الإنجليزية)